# Ortogonální funkce
V matematice o dvou funkcích {\displaystyle f(x)} a {\displaystyle g(x)} řekneme, že jsou ortogonální, pokud jsou splněny tyto podmínky
- {\displaystyle f(x)} a {\displaystyle g(x)} patří do nějakého prostoru funkcí, což je vektorový prostor s bilineární formou
- definičním oborem prostoru funkcí je nějaký interval
- {\displaystyle f\neq g}
- existuje bilineání forma definovaná jako integrál součinu funkcí na tomto intervalu:
{\displaystyle \langle f,g\rangle =\int {\overline {f(x)}}g(x)\,dx.}
- {\displaystyle \langle f,\,g\rangle =0}

Ortogonální funkce mohou tvořit nekonečnou bázi prostoru funkcí s podobnými vlastnostmi jako má báze vektorů v konečněrozměrném prostoru. Výše uvedený integrál je konceptuálně ekvivalentem skalárního součinu vektorů; dva vektory jsou vzájemně nezávislé (ortogonální), pokud je jejich skalární součin nulový.
Předpokládejme, že {\displaystyle \{f_{0},f_{1},\ldots \}} je posloupnost ortogonálních funkcí s nenulovými L2-normami {\textstyle \left\|f_{n}\right\|_{2}={\sqrt {\langle f_{n},f_{n}\rangle }}=\left(\int f_{n}^{2}\ dx\right)^{\frac {1}{2}}}. Pak posloupnost {\displaystyle \left\{f_{n}/\left\|f_{n}\right\|_{2}\right\}} tvořená funkcemi s L2-normou jedna tvoří ortonormální posloupnost. Aby bylo možné definovat L2-normu, musí být integrál omezený, což vyžaduje, aby funkce byly integrovatelné na čtverci.

## Trigonometrické funkce
Několik sad ortogonálních funkcí se používá jako báze pro aproximaci funkcí. Například sinové funkce sin nx a sin mx jsou ortogonální na intervalu {\displaystyle x\in (-\pi ,\pi ),} pokud {\displaystyle m\neq n} a n a m jsou kladná celá čísla. Pak
{\displaystyle 2\sin \left(mx\right)\sin \left(nx\right)=\cos \left(\left(m-n\right)x\right)-\cos \left(\left(m+n\right)x\right),}
a integrál součinu dvou funkcí sinus bude mít nulovou hodnotu. Složením těchto ortogonálních funkcí s kosinovými funkcemi vzniknou trigonometrické polynomy, které lze použít pro aproximaci libovolné funkce na daném intervalu pomocí Fourierovy řady.

## Polynomy
Pokud vyjdeme od posloupnosti monomů {\displaystyle \left\{1,x,x^{2},\dots \right\}} na intervalu {\displaystyle \langle -1,1\rangle } a použijeme Gramovu–Schmidtovu ortogonalizaci, dostaneme posloupnost Legendrových polynomů. Jiným systémem ortogonálních polynomů jsou přidružené Legendrovy polynomy.
Při studiu ortogonálních polynomů hrají důležitou roli váhové funkce {\displaystyle w(x),} které se vyskytují v bilineární formě:
{\displaystyle \langle f,g\rangle =\int w(x)f(x)g(x)\,dx.}
Pro Laguerrovy polynomy na {\displaystyle (0,\infty )} je váhová funkce {\displaystyle w(x)=e^{-x}}.
Fyzikové i teoretici v teorii pravděpodobnosti používají Hermitovy polynomy na intervalu {\displaystyle (-\infty ,\infty )} s váhovou funkcí {\displaystyle w(x)=e^{-x^{2}}} nebo {\displaystyle w(x)=e^{-x^{2}/2}}.
Čebyševovy polynomy jsou definovány na intervalu {\displaystyle \langle -1,1\rangle } a používají váhové funkce {\textstyle w(x)={\frac {1}{\sqrt {1-x^{2}}}}} nebo {\textstyle w(x)={\sqrt {1-x^{2}}}}.
Zernikeovy polynomy jsou definovány na jednotkovém kruhu a mají ortogonální jak radiální tak angulární složky.

## Binární-hodnocený funkce
Walshovy funkce a Haarovy vlnky jsou příkladem ortogonálních funkcí s diskrétním oborem hodnot.

## Racionální funkce

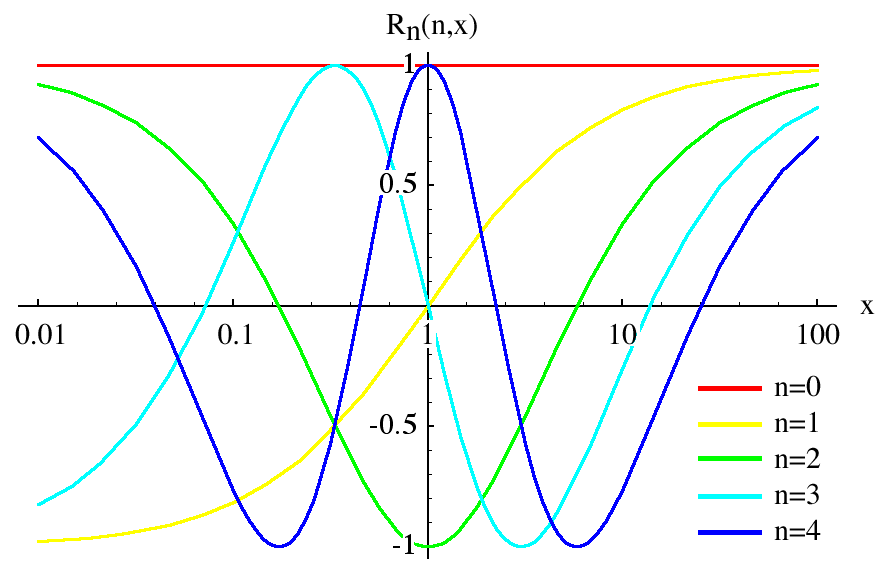
Graf Čebyševových racionálních funkcí řádu n=0,1,2,3 a 4 mezi x=0.01 a 100.

Legendrovy a Čebyševovy polynomy jsou posloupnosti ortogonálních funkcí na intervalu {\displaystyle \langle -1,1\rangle .} Někdy jsou potřeba posloupnosti ortogonálních funkcí na intervalu {\displaystyle \langle 0,\infty )}. V tomto případě je pohodlné transformovat argument do intervalu {\displaystyle \langle -1,1\rangle } použitím Cayleyovy transformace. Tento postup vede k rodině racionálních ortogonálních funkcí, které se nazývají Legendrovy racionální funkce a Čebyševovy racionální funkce.

## V diferenciálních rovnicích
Řešení lineární diferenciální rovnice s okrajovými podmínkami lze často zapsat jako vážený součet ortogonálních funkcí, které jsou řešením této rovnice (nazývaných také vlastní funkce), což vede k zobecněným Fourierovým řadám.